# 中川周
中川 周（なかがわ しゅう、1980年 - ）は日本の映像作家。高知県生まれ。

## 概要
東京都三鷹市在住。
2015年より写真家・映像作家の高嶋晋一と「高嶋晋一＋中川周」というユニットを組んで活動している。
2003年、神戸芸術工科大学視覚情報デザイン学科卒業。
大学卒業後、ドイツ・ミュンスターに留学、帰国後に芸術教育機関の四谷アート・ステュディウムを修了。